# Telmatactis roseni
Telmatactis roseni is een zeeanemonensoort uit de familie Isophelliidae.
Telmatactis roseni is voor het eerst wetenschappelijk beschreven door Watzl in 1922.